# Elaeocarpus macropus
Elaeocarpus macropus är en tvåhjärtbladig växtart. Elaeocarpus macropus ingår i släktet Elaeocarpus och familjen Elaeocarpaceae.

## Underarter
Arten delas in i följande underarter:
- E. m. macropus
- E. m. thenui